# Ettore Falchi
Ettore Falchi (Roma, 2 settembre 1913 – Castellanza, 1989) è stato un pittore italiano.

## Biografia

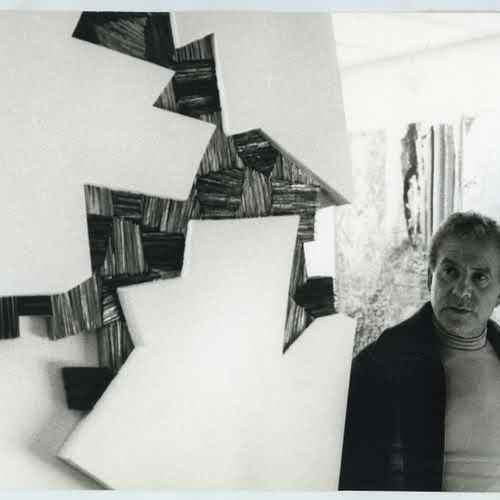
Ettore Falchi vicino ad una sua opera

Falchi era il tredicesimo figlio di Andrea, Romolo, Tancredi Falchi e di Gioseffa Pieralice. A 18 anni iniziò a lavorare nell'impresa paterna, poi esordì nel mondo dell'arte prendendo parte a una tournée negli Stati Uniti insieme a Edith Piaf e ai Compagnons de la Chanson. Durante il soggiorno in America, riuscì a fare un ritratto alla stessa Edith Piaf, purtroppo andato perduto durante i suoi numerosi viaggi. Nel 1935 si stabilì a Parigi, dove aderì al Groupe Espace, un movimento artistico di cui facevano parte Le Corbusier, Fernand Léger, Sonia Delaunay, e gli architetti Claude Parent e Costas Kondylis. Nel 1960 vinse il primo premio alla mostra dei pittori italiani di Parigi. Dopo una soddisfacente carriera in Francia tornò in Italia e si stabilì a Castellanza. Nel 1963 si unì a Enzo Pagani, fondatore del Museo d'arte moderna di Legnano-Castellanza, e collaborò con lui per tredici anni. In questo periodo realizzò per il museo 23 opere all'aperto, tra bassorilievi, mosaici e sculture. Tra le opere di Falchi, cinque fanno tutt'oggi parte dei Beni Culturali della Regione Lombardia.
Tra le mostre collettive a cui prese parte si ricordano la mostra a New York (1947) e quella alla Galerie Bretau di Parigi (1948).

## Stile
La pittura di Ettore Falchi fa uso di un dinamismo pieno di colori e forme, cesure e piani con vasto utilizzo della geometria. Le sue opere sono caratterizzate dai contrasti, le curve si oppongono agli angoli e alle rette; non vi sono spazi morti e le forme si succedono le une alle altre. I principali soggetti raffigurano immagini quotidiane della civiltà urbana, come svincoli e rotonde d'autostrada, corsie parallele come viste da un aereo, cioè in verticale, o paesaggi di campagna.

## Opere
- Place Du Tertre, 60 x 81 olio su tela, 1938
- Paris Nord, 54 x 81 olio su tela, 1938
- Mahattan, 46 x 30 pastello su cartone, 1948
- Able, 33 x 27 pastello su carta, 1948
- Concert, 73 x 50 tempera all'uovo, 1949
- Groupe Espace, diversi guazzi, 1951
- Integration, 30 x 45 collage, 1952
- Contrepoint, 89 x 130 olio su tela, 1953
- Composition, 89 x 130 olio su tela, 1953
- Composition 60-61, 50 x 40 tempera all'uovo, 1960
- Expansion, 130 x 162 olio su tela, 1961
- Peinture En Relief, 114 x 146 tecnica mista su tela, 1962
- Triade, 81 x 65 olio su tela, 1964 Mosaico (particolare) 200 x 200 tecnica mista, 1964
- All'avventura, 65 x 81 acrilico su tela, 1985